# Фигероа, Гэри
Гэри Ли Фигероа (англ. Gary Lee Figueroa, род. 28 сентября 1956, Финикс) — американский ватерполист, полевой игрок. Серебряный призёр летних Олимпийских игр 1984 года, двукратный чемпион Панамериканских игр 1979 и 1983 годов.

## Биография
Гэри Фигероа родился 28 сентября 1956 года в американском городе Финикс.
Играл в водное поло за команду колледжа Ирвин Калифорнийского университета, в составе которой трижды становился чемпионом США (1975—1977). Также выступал за Ньюпорт из Ньюпорт-Бич, в составе которого стал пятикратным чемпионом страны (1980—1983, 1986), дважды был признан лучшим ватерполистом года в США.
В 1975—1984 годах выступал за сборную США.
Дважды завоёвывал золотые медали ватерпольных турниров Панамериканских игр — в 1979 году в Сан-Хуане и в 1983 году в Каракасе.
В 1980 году вошёл в сборную США по водному поло на летних Олимпийских играх в Москве, однако Соединённые Штаты бойкотировали их. В том же году вошёл в символическую сборную мира.
В 1984 году вошёл в состав сборной США по водному поло на летних Олимпийских играх в Лос-Анджелесе и завоевал серебряную медаль. Играл в поле, провёл 7 матчей, забросил 8 мячей (три в ворота сборной Бразилии, два — Греции, по одному — Нидерландам, Австралии и ФРГ).
После окончания игровой карьеры стал тренером. Возглавлял команду средней школы Салинас и «Монтерей-Бэй».

## Увековечение
В 1992 году был введён в Зал славы американского водного поло.